# Злупко Степан Миколайович
Степа́н Микола́йович Злупко́ (15 липня 1931, с. Дорожів, тепер — Дрогобицького району, Львівської області — 15 листопада 2006, м. Львів) — український економіст, історик. Доктор економічних наук, професор. Голова Економічної комісії НТШ.

## Життєпис
Народився 15 липня 1931 року в с. Дорожів, тепер Дрогобицького району Львівської області.
У 1956 році закінчив історичний факультет Львівського державного університету імені Івана Франка. З 1958 до 1960 роки навчався в аспірантурі того ж університету. 1960 року захистив кандидатську дисертацію на тему «Аграрні програми політичних партій Галичини (кінець XIX — початок ХХ століть)». 1961 року — кандидат економічних наук, 1962 року — доцент. 1964 року — був у докторантурі.
1966 року він подав до захисту докторську дисертацію «Економічна думка Галичини в другій половині XIX століття», якої через наявний тоді політичний режим йому, на жаль, захистити не вдалося. Незламність наукових поглядів і патріотичні почування були винагороджені у 1969 році виходом з друку другої монографії вченого «Економічна думка на Україні. Нариси історії розвитку економічної думки на західноукраїнських землях у другій половині XIX століття». У жовтні 1971 року за звинуваченням у націоналізмі Степана Миколайовича було усунено від викладацької роботи, а в січні 1972 року — звільнено з університету. Лише у квітні 1972 року С. М. Злупко зміг влаштуватися на посаду інженера до Львівського відділення Ради з вивчення продуктивних сил УРСР АН УРСР, у 1974 році став молодшим науковим співробітником, у 1975 році — обраний за конкурсом на посаду старшого наукового співробітника. Тим самим було створено науковий майданчик для повернення до активної наукової діяльності. Значна роль у розкритті дослідницького таланту Степана Миколайовича належить М. І. Долішньому, який як керівник Львівського відділення інституту економіки АН УРСР сприяв його роботі на науковій ниві.
1989 році захистив докторську дисертацію «Зайнятість та її регіональні особливості (методологія, методи, організація)». У 1990 році — доктор економічних наук і того ж року вченого після багаторічної опали запросили викладати до Львівського державного університету імені Івана Франка; спочатку на кафедру економічного та соціального планування, а згодом — економічної теорії. У 1991 році С. М. Злупко здобув звання професора.
До Степана Миколайовича прийшло й міжнародне визнання — у 1992 року його обрано професором Українського вільного університету (Мюнхен, Німеччина) і запрошено читати лекції за кордон. 15 вересня 1992 року Степан Миколайович започаткував створення на економічному факультеті Львівського університету першої в Україні кафедри економіки України імені М. Туган-Барановського, завідувачем якої він був від квітні 1993 року до кінця свого життя.
У 1993 році Степана Миколайовича відзначено Американським біографічним інститутом «За відданість науці та вірність людським ідеалам» у царині «Видатного лідерства», а Кембриджським міжнародним центром (Велика Британія) — внесений до світового лідерства «П'ятсот перших» та обрано «Людиною року». 1995 року став лауреатом Премії НАН України імені Михайла Туган-Барановського. 1998 року нагороджений «Почесною грамотою» Кабінету Міністрів України. 2003 року — лауреат Державної премії України в галузі науки і техніки.
Дослідницьку працю С. М. Злупко плідно поєднував з підготовкою наукових кадрів, науково-організаційною та науково-громадською діяльністю. Під його науковим керівництвом підготовлено 5 докторів і понад 20 кандидатів економічних наук. Він був заступником голови спеціалізованої вченої ради із захисту дисертацій на здобуття наукового ступеня доктора (кандидата) наук на економічному факультеті Львівського національного університету імені Івана Франка, членом спеціалізованої ради із захисту дисертацій на здобуття наукового ступеня доктора (кандидата) наук Інституту регіональних досліджень НАН України, керівником наукового семінару при кафедрі економіки України з проблем національної економіки, членом управи Міжнародної асоціації українських економістів, дійсним членом і головою економіч-
ної комісії Наукового товариства імені Шевченка, членом редакційної колегії науково-практичного журналу «Регіональна економіка».
Помер Степан Миколайович Злупко 15 листопада 2006 року у Львові. Похований на Личаківському цвинтарі (поле № 50).

## Наукові напрямки
Основна сфера наукових інтересів:
- Історія української та світової економічної думки;
- Економічна історія України;
- Сучасна економіка України;
- Регіоналістика, трудовий потенціал і зайнятість;
- Екогомологія;
- Економічна кібернетика і глобалістика;
- Економічна теорія і економічна культура.

## Наукові праці
Автор понад 1600 наукових та науково-популярних праць, навчальних посібників і підручників, опублікованих у Німеччині, Великій Британії, Канаді, США та багатьох інших країнах світу.

### Монографії
- Ідейна боротьба навколо аграрно-селянського питання в Галичині (кінець XIX — початок XX століть). — Львів, 1960.
- Зв'язки М. І. Костомарова із західною Україною. — УІЖ, 1967. — № 5.
- Економічна думка на Україні. — Львів, 1969.
- Теоретико-управленческие аспекты занятости в развинутом социалистическом обществе / С. Н. Злупко. — Киев: Наукова думка, 1985. — 144 с.
- Сумління голос. — Львів, 1989.
- Адам Сміт і розвиток прогресивної економічної науки на Україні // Економіка Радянської України. — 1990. — № 12. — С. 40—46.
- Іван Франко — економіст. — Львів: МП «Слово», 1992. — 204 с.
- Михайло Туган-Барановський: Український економіст світової слави. — Львів, 1993.
- Наукова спадщина Михайла Грушевського — джерело з історії економічної думки України: методологічний аспект. — «Михайло Грушевський: збірник наукових праць і матеріалів міжнародної ювілейної конференції, присвяченої 125-й річниці від дня народження Михайла Грушевського». — Львів, 1994. — C. 229–238.
- На чатах рідної землі. — Львів, 1999.
- Економічна думка України: від давнини до сучасності. — Львів, 2000.
- Основи історії економічної теорії. — Львів, 2001.
- Економіст світової слави: до 140-річчя від дня народження М. І. Туган-Барановського / Степан Злупко // Урядовий кур'єр. — 2005. — 22 січ. — С. 10.
- Іван Франко та економічна думка світу. — Київ, 2006.
- Перехідна економіка: сучасна Україна. — Київ, 2006.
- Економічна історія України. — Київ, 2006.

### Підручники і посібники
- Радянські дослідження з історії української економічної думки. — ІДВ. — 1968. — т. 3.
- Економіка України. Текст лекцій. — Львів, 1995.
- Економічна історія України. Текст лекцій. — Львів, 1993.
- Українська економічна думка в добу Гетьманщини. Текст лекцій. — Львів, 1993. — 96 с.

Пам'ятна таблиця С. М. Злупку на вулиці Стрийській, 28 у Львові

- Економічна думка в Західній Україні кінця XVIII — першої половини XIX ст.: Текст лекцій. — Львів, 1994. — 77 с.
- Економічна думка України: від давнини до сучасності. — Львів, 2000.
- Основи історії економічної теорії. — Львів, 2001.
- Основи екогомології / С. М. Злупко; Львівський національний університет імені Івана Франка. — Львів, 2003. — 240 с.
- Історія економічної теорії: Підручник / С. М. Злупко. — К.: Знання, 2005. — 719 с.
- Українська економічна думка: хрестоматія. — Київ, 2006.

## Вшанування
На торцевій частині будинку на вулиці Стрийській, 28 у Львові встановлено пам'ятну таблицю на пошану академіка С. М. Злупка, який мешкав у цьому будинку у 1990—2006 роках.